# Campeonato Mundial de Ciclismo em Estrada de 1963

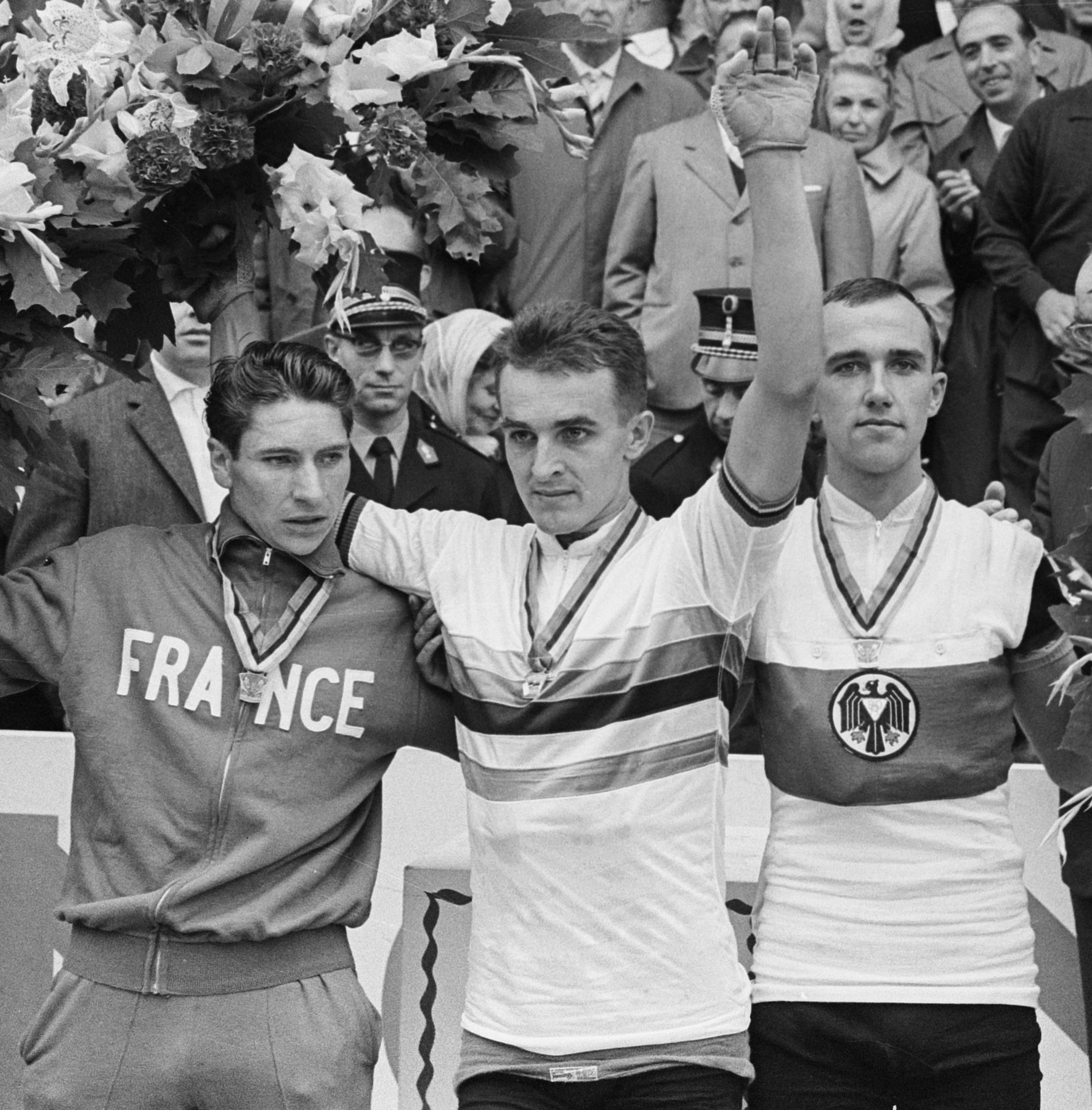
O pódio na prova amador

Os Campeonatos do mundo de ciclismo de estrada de 1963 celebrou-se na localidade belga de Ronse o 10 e 11 de agosto de 1963.

## Resultados
| Evento                       | Ouro                                                                              | Ouro           | Prata                                                                 | Prata | Bronze                                                                                        | Bronze |
| ---------------------------- | --------------------------------------------------------------------------------- | -------------- | --------------------------------------------------------------------- | ----- | --------------------------------------------------------------------------------------------- | ------ |
| Provas masculinas            |                                                                                   |                |                                                                       |       |                                                                                               |        |
| Homens - carreira em linha   | Benoni Beheyt · Bélgica                                                           | 7 h 25 min 26s | Rik Van Looy · Bélgica                                                | m.t.  | Jo De Haan · Países Baixos                                                                    | m.t.   |
| Contrarrelógio por equipas   | França · Michel Bechet · Dominique Motte · Marcel Ernest Bidault · Georges Chappe | 2h 05' 45"     | Itália · Mario Maino · Pasquale Fabbri · Danilo Grassi · Dino Zandegu | + 37" | União Soviética · Viktor Kapitonov · Gainan Saidschushin · Yuri Melichov · Anatoli Olizarenko | + 38"  |
| Amador - carreira em linha   | Flaviano Vicentini · Itália                                                       | 5h 10' 20"     | Francis Bazire · França                                               | m.t.  | Winfried Bölke · Alemanha Ocidental                                                           | m.t.   |
| Provas femininas             |                                                                                   |                |                                                                       |       |                                                                                               |        |
| Mulheres - carreira em linha | Yvonne Reynders · Bélgica                                                         | 2h 03' 18"     | Rosa Sels · Bélgica                                                   | m.t.  | Aino Pouronen · União Soviética                                                               | m.t.   |